# 東リ インテリア歴史館
東リ インテリア歴史館（とうリ インテリアれきしかん、TOLI Interior History Museum）は、日本の兵庫県伊丹市にある企業博物館。建物は1920年（大正8年）竣工で、2020年（令和2年）より「旧東洋リノリユーム本館事務所棟」の名称で日本国登録有形文化財とされている。

## 概要
住宅建材メーカーの東リが兵庫県川辺郡伊丹町（現・伊丹市）で1919年（大正7年）に創業し、翌1920年に本館事務所として竣工した木造2階建て・延床面積約200平方メートルの建物を転用し、2019年（平成31年）4月1日に企業博物館として新装開館した。

## 沿革
旧本館事務所は大正から昭和前期にかけて近畿地方を中心に数多くの企業建築を手掛けた渡辺節の設計により、伊丹市内では数少ない阪神間モダニズム期から現存する建築である。内装には手が加えられているが外観は竣工当時の原型を留めており、同一敷地内に新本社棟が竣工してからは倉庫や資料室として使われて来た。
1995年（平成7年）の阪神・淡路大震災を契機に教育委員会が伊丹市内の歴史的建造物の被災状況を調査する過程において、当事務所棟が竣工当時の原型を留めながら長期にわたり使用され続けている点が評価され「国登録文化財に相応しい」とする提言が行われた。この提言を受けて2007年（平成19年）に市の景観重要建造物に指定され、文化財保護法のガイドラインに沿った耐震補強・改修工事を経て2019年（平成31年）4月1日に東リ創業以来の製品を展示する企業博物館「東リ インテリア歴史館」として新装開館する。
2020年（令和2年）3月、文化審議会文化財分科会は伊丹市から出されていた推薦を認めるよう文部科学大臣に答申し、同年8月の官報告示により登録有形文化財となった。

## アクセス
阪急伊丹線新伊丹駅より東へ徒歩10分。JRを利用する場合は福知山線（JR宝塚線）伊丹駅から南、もしくは猪名寺駅から北へそれぞれ徒歩15分。
- 見学は予約制であり、希望日の30〜2日前にメールフォームか電話で申請する。